# Zancleopsis
Zancleopsis is een geslacht van neteldieren uit de familie van de Zancleopsidae.

## Soorten
- Zancleopsis dichotoma (Mayer, 1900)
- Zancleopsis elegans Bouillon, 1978
- Zancleopsis gotoi (Uchida, 1927)
- Zancleopsis symmetrica Bouillon, 1985
- Zancleopsis tentaculata Kramp, 1928